# Família Cossé-Brissac

Escudo de armas da Casa Cossé-Brissac.

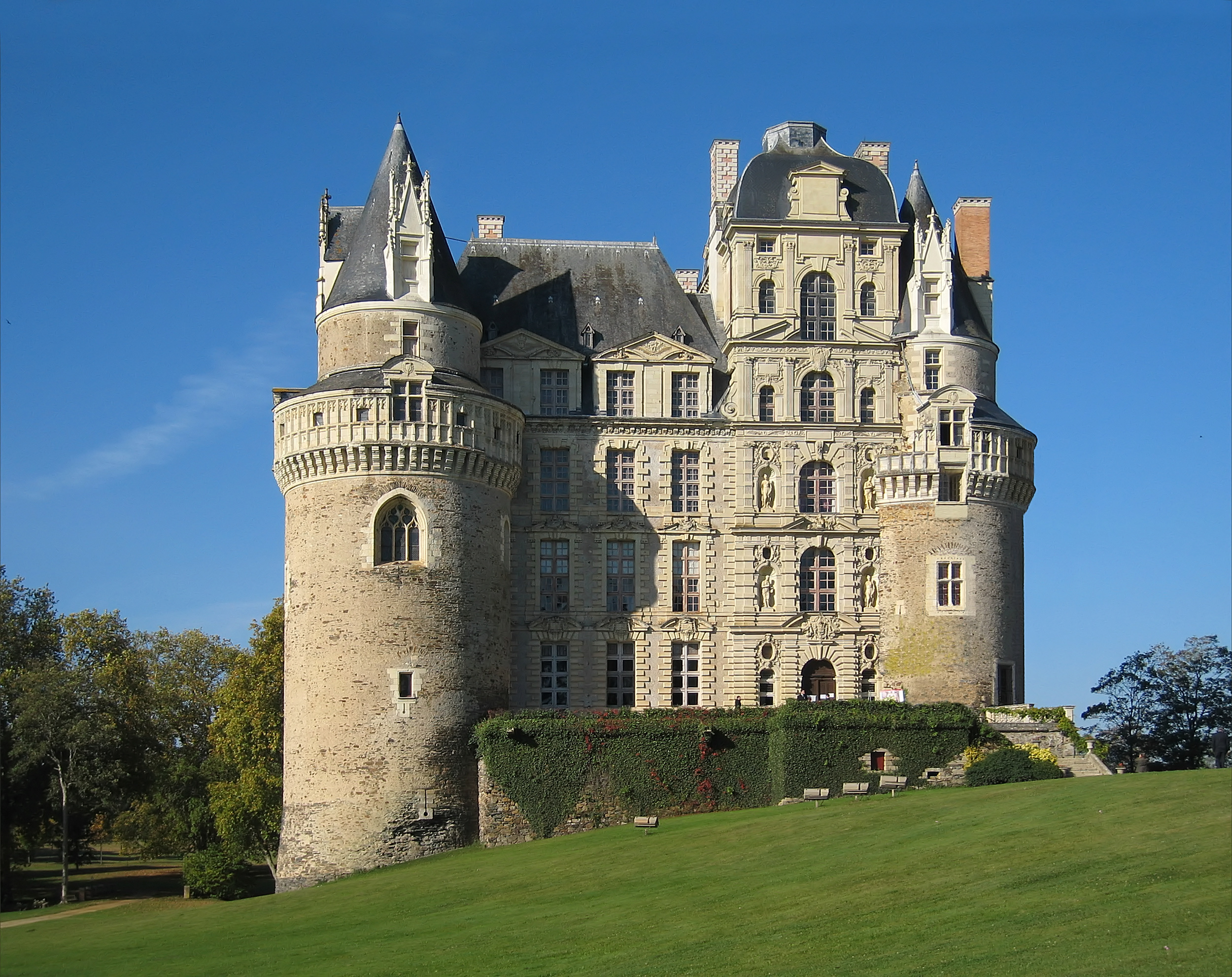
O Château de Brissac.

A família Cossé-Brissac pertence à alta-nobreza do final do antigo regime francês.
Deu quatro marechais de França, generais, seis cavaleiros do Espírito-Santo, dois governadores de Paris, três bispos. Deu também um político da Quinta República francesa.

## História
Essa família remonta ao fim do século XIV. Todavia encontramos os Cossé bem antes, cerca de 1040, mas não há certeza se pertence a uma e mesma família. A família ficou conhecida a partir do século XVI.
Os Cossé-Brissac são nativos de Mayenne. Ali possuam senhorios tais como Cossé-en-Champagne, Mée ou Ménil, cujo castelo de Craon eles venderam para que uma de suas filhas pudesse fundar um convento no século passado. Depois, no século XV, desceram para Anjou, serviram a rainha Joana de Laval e adquiriram o senhorio de Brissac, com o castelo, à família Brézé. Por casamento, adquiriram vários senhorios bretões como Assigné, Coetmen e Malestroit.